# Hôtel de ville de Boston
L'hôtel de ville de Boston (Boston City Hall) est un bâtiment construit de 1963 à 1968 pour servir d'hôtel de ville à l'administration municipale de Boston, la capitale de l'État américain du Massachusetts.
D'un point de vue architectural, ce bâtiment dessiné par Kallmann McKinnell & Knowles est composé de neuf étages et s'inscrit dans le mouvement brutaliste.
En novembre 2008, un vote effectué en ligne par les lecteurs du site VirtualTourist.com place l'hôtel de ville de Boston en première position des édifices les plus laids du monde, juste devant la tour Montparnasse.